# Parole d'oiseau
Parole d'oiseau – en anglais Bird Talk – est un tableau réalisé par la peintre américaine Lee Krasner en 1955. D'un format presque carré, ce collage est exécuté sur une toile brute à partir de morceaux de papier trempés dans de la peinture à l'huile colorée, mais aussi de photographies en noir et blanc déchirées. Il constitue une composition picturale abstraite mais pouvant évoquer un amas de becs et de plumes d'oiseau, d'où son titre. Vendue par Christie's en novembre 2015, l'œuvre est conservée dans une collection privée.